# Elsa Irigoyen
Elsa Irigoyen (Buenos Aires, 18 de mayo de 1919 – ídem. 5 de febrero de 2001), cuyo nombre completo era Elsa Lidia Irigoyen fue una destacada deportista argentina, de larga trayectoria en su país, atleta y esgrimidora, ganadora de varios campeonatos en ese deporte.

## Aspectos personales
Le gustaba concurrir a peñas a bailar folclore y tocar un poco la guitarra. Al morir su padre debió sostener económicamnte a su familia y comenzó a trabajar como empleada de la sección Susidios del Ministerio de Marina y fue allí que dejó de practicar atletismo pero continuó con la esgrima. Fue presidenta del Ateneo Deportivo Femenino Evita, cuya vicepresidencia ejerció Mary Terán de Weiss. Cuando se jubiló siguió trabajando en la biblioteca del Comité Olímpico Argentino.

## Carrera deportiva
Desde su adolescencia era socia del Club Gimnasia y Esgrima de Villa del Parque, en el cual llegó a tener la categoría vitalicia, y practicó diversos deportes, tales como ping-pong – ganó un torneo interno en el club-, natación, básquet, patín, tenis y atletismo, hasta finalmente por influjo de su padre que practicaba esgrima, se dedicó al sable y al florete. En 1936 ganó, representando al Club River Plate, el Campeonato Nacional de Florete y retuvo el título durante los 3 años siguientes. Paralelamente continuaba con el atletismo y fue así que en 1937 se clasificó segunda en la prueba de los 200 metros llanos en el Campeonato Argentino, en 1938 obtiene el primer puesto en esa especialidad en el Campeonato Metropolitano y en 1939 en el Campeonato Sudamericano de Lima integró la posta ganadora 4 x 100 con récord sudamericano (49s 5/10) junto a Lelia Spuhr, Olga Tassi y Julia Druskus. En este mismo año compitió en Chile con la campeona de esgrima Lucette Herzog y al ganarle fue galardonada con una medalla de oro. En 1940 perdió el campeonato de florete a manos de Irma de Antequeda y lo recuperó al año siguiente. En 1943 integró con Noemí Simonetto, María Malvicini e Ilse Hammerl el equipo que igualó el récord sudamericano de posta.
En 1947 ganó el Campeonato Sudamericano de Florete y en 1948 el Campeonato Rioplatense de la especialidad. Ese año fue seleccionada para competir en las Olimpíadas de Londres, donde tuvo buena actuación. En 1950 ganó por décima vez el Campeonato Argentino de Florete, siempre en representación de su club Gimnasia y Esgrima. Por esa época también escribía notas en la revista deportiva La Cancha. Al año siguiente triunfó en los Juegos Panamericanos de 1951 en Buenos Aires y aunque perdió el campeonato nacional a manos de Lilia Rosito, lo recuperó en 1952. En este año compitió en las Olimpíadas de Helsinky como única representante femenina en esgrima. También en 1952 ganó la Copa Eva Perón. En 1963 compitió en los Juegos Panamericanos de Brasil. En 1966 decide retirarse del deporte competitivo después de haber ganado 20 campeonatos argentinos de florete sobre los 22 rn que participara.
Elsa Irigoyen falleció en Buenos Aires el 5 de febrero de 2001.